# 东孚站
东孚站位于福建省厦门市海沧区东孚街道，建于1956年，2011年搬迁至现址。距鹰潭站663公里，距厦门站21公里。现为三等站，由南昌铁路局漳州车务段管理。

## 概要
东孚站原为鹰厦铁路和海沧支线的接轨站，至2005年设有4条到发线（含正线）、1条牵出线。
东孚站在厦深铁路建设时进行了改造，修建到达线、出发线、调车线、机走线等主要站线59条，还建设了迂回线、安全線、牽出線、渡线等其他48条辅助站线，新站于2010年11月26日启用，老站随即废弃。2016年6月，东孚站由中间站调整为区段站管理。
东孚站不办理客货运业务；车站系二级四场编组站，办理货运列车编组任务，为厦门、深圳、福州、鹰潭、龙岩五个方向的货物列车编组。站内还设有福州东车辆段厦门北运用车间东孚作业场，共有20条作业轨道，为厦门所有始发和到达的货运列车进行检修任务的一级列检作业场。

## 事件
2006年4月9日，重庆开往厦门的K335次列车在9时14分龙海站避让完开出后，车站工作人员发现一男子在列车启动时，爬上了该列车机后第二节车厢，并用手紧握车门旁的扶手。龙海站职工随即通知前方东孚站职工临时扣停K335次列车。9点26分K335次列车在东孚站停车后，车站民警将挂车人员带至值班室。经调查后发现，该男子系四川省人，来漳州寻找妹妹未果后，身无分文的他决定扒车前往厦门找工作。民警在对该男子进行批评教育后送其离开了东孚站。